# Toyota C+pod
 (juillet 2021).
La Toyota C+pod (stylisée C+pod) est une voiture électrique deux places de catégorie keijidōsha fabriquée par le constructeur automobile japonais Toyota. Son design a été présenté en avant-première par le concept-car Ultra-Compact BEV d'octobre 2019 et sa forme de production a été révélée le 25 décembre 2020. Le premier lot sera en vente limité aux utilisateurs d'entreprise, aux gouvernements locaux et à d'autres organisations du Japon. Elle sera vendue aux particuliers en 2022.
En raison de ses dimensions, elle se qualifie dans la catégorie de dimension keijidōsha au Japon. C'est le dernier véhicule à ne pas utiliser les dimensions maximales des keijidōsha autorisées par la réglementation automobile, après la Subaru R1.